# نیشا دحیه
نیشا دحیه (به انگلیسی: Nisha Dahiya،  زادهٔ ۱۸ اکتبر ۱۹۹۸) یک کشتی‌گیر زن آزادکار اهل کشور هند است. وی سابقه حضور در المپیک ۲۰۲۴ پاریس را دارد.  